# Lorenz Hackenholt
Lorenz Hackenholt (25 czerwca 1914 w Gelsenkirchen, uznany za zmarłego 31 grudnia 1945) – niemiecki mechanik, SS-Hauptscharführer, zbrodniarz hitlerowski.
Był członkiem załogi obozu koncentracyjnego Sachsenhausen, później uczestniczył w akcji T4. W latach 1942–43 służył w obozie zagłady w Bełżcu, w którym odpowiadał za funkcjonowanie komór gazowych. Zaprojektował także komory gazowe w obozach w Sobiborze i Treblince. Zaginął w ostatnich dniach wojny; niewykluczone, że skutecznie ukrył się przed wymiarem sprawiedliwości.

## Życiorys
Po ukończeniu szkoły podstawowej terminował na murarza. Uzyskawszy tytuł mistrza murarskiego, podjął pracę w zawodzie. W 1934 roku został członkiem SS. Początkowo pełnił służbę w podberlińskim Oranienburgu, w pułku „Brandenburg” należącym do formacji SS-Totenkopfverbände. W marcu 1938 roku został przeniesiony do pobliskiego obozu koncentracyjnego Sachsenhausen. Służył tam jako mechanik i kierowca.
W listopadzie 1939 roku wraz z dziewięcioma innymi podoficerami SS został wezwany do Kancelarii Führera w Berlinie, gdzie Viktor Brack poinformował ich, że zostali przydzieleni do personelu akcji T4, czyli tajnego programu eksterminacji osób psychicznie chorych i niepełnosprawnych umysłowo. Chris Webb podaje, że Hackenholt służył kolejno we wszystkich sześciu „ośrodkach eutanazji” akcji T4. Pełnił tam funkcję kierowcy oraz „dezynfektora”/„palacza” – odpowiedzialnego za usuwanie zwłok z komór gazowych, a następnie ich kremację. Według niektórych źródeł miał także pracować jako szofer Viktora Bracka.
Jako jeden z pierwszych weteranów akcji T4 został przeniesiony do okupowanej Polski, aby wziąć udział w eksterminacji Żydów. Pod koniec grudnia 1941 roku został wysłany do Bełżca w dystrykcie lubelskim, gdzie w tym czasie był budowany pierwszy obóz zagłady w Generalnym Gubernatorstwie. W czasie „eksperymentalnej fazy” działalności obozu wraz z Siegfriedem Graetschusem przekształcił skonfiskowany samochód pocztowy w ruchomą komorę gazową. Pojazd ten przez pewien czas wykorzystywano do mordowania osób niepełnosprawnych i chorych psychicznie, które wyszukiwano w okolicznych wsiach, a prawdopodobnie także do zabijania polskich więźniów politycznych z więzienia w Zamościu. Ostatecznie komendant Christian Wirth nie zdecydował się na jego szersze wykorzystanie, postanawiając, że w Bełżcu zostaną uruchomione stacjonarne komory gazowe.
Obóz w Bełżcu oficjalnie rozpoczął działalność 17 marca 1942 roku, kiedy przybyły doń pierwsze transporty z gett w Lublinie i Lwowie. Przez cały okres trwania akcji eksterminacyjnej Hackenholt służył w tzw. obozie II, gdzie odpowiadał za funkcjonowanie komór gazowych. Wraz ze swoimi dwoma ukraińskimi pomocnikami obsługiwał silnik, który dostarczał do komór gazy spalinowe. Ze względu na charakter swojej „pracy” otrzymał przydomek Gasmeister. Po upływie kilku miesięcy stało się jasne, że trzy komory gazowe, które urządzono w prymitywnym drewnianym baraku, nie są wystarczająco wydajne. W rezultacie na przełomie czerwca i lipca 1942 roku „stary” budynek został rozebrany i zastąpiony przez większy obiekt, wykonany prawdopodobnie z betonu. Mieściło się w nim sześć komór gazowych. To Hackenholt zaprojektował nową „instalację” i kierował jej budową. Na jego cześć ochrzczono ją mianem „Fundacji Hackenholta” (niem. Stiftung Hackenholt).
Hackenholt notorycznie nadużywał alkoholu i z tego powodu był nawet karany dyscyplinarnie. Koledzy z obozowej załogi opisywali go jako człowieka o „charakterze najemnika” (niem. Landsknechtstyp) – bezwzględnego, brutalnego, pozbawionego poczucia humoru i wyższych uczuć. Uchodził także za osobę bardzo dyspozycyjną, wręcz służalczą w stosunku do komendanta Wirtha. Wykazywał się skrajnym okrucieństwem wobec więźniów i pędzonych na śmierć ofiar. Często na ochotnika przeprowadzał egzekucje w obozowym „lazarecie”. Karl Schluch był również świadkiem, jak pewnego razu Hackenholt zastrzelił więźnia, który jego zdaniem pracował zbyt wolno.
Dzięki swym umiejętnościom technicznym i doświadczeniom zdobytym w Bełżcu stał się swoistym ekspertem do spraw funkcjonowania komór gazowych. Na przełomie sierpnia i września 1942 roku Wirth, w tym czasie będący już inspektorem wszystkich obozów akcji „Reinhardt”, czasowo oddelegował go do obozu zagłady w Treblince. Hackenholt zaprojektował tam nowe komory gazowe, wzorowane na „instalacji” z Bełżca, po czym wraz z Erwinem Lambertem nadzorował ich budowę. Prace trwały około sześć tygodni. Po ich zakończeniu Hackenholt i Lambert udali się do obozu zagłady w Sobiborze, gdzie również wybudowali nowe, bardziej wydajne komory gazowe. Następnie Hackenholt powrócił do Bełżca.
W połowie grudnia 1942 roku obóz w Bełżcu zaprzestał przyjmowania transportów, a jego załodze powierzono zadanie wydobycia i spalenia blisko 450 tys. zwłok, które pogrzebano na terenie obozu. Hackenholt był operatorem koparki, przy pomocy której otwierano masowe groby i wydobywano na powierzchnię rozkładające się zwłoki. Według Chrisa Webba wiosną 1943 roku przez pewien czas wykonywał tę samą pracę w Treblince. Późną wiosną 1943 roku, w związku z likwidacją ośrodka w Bełżcu, został przeniesiony do obozu pracy na tzw. starym lotnisku w Lublinie. W obozie tym znajdowała się centralna sortownia akcji „Reinhardt”. Hackenholt przy użyciu Cyklonu B dezynfekował tam odzież, którą odebrano zamordowanym Żydom. Nadal też wykazywał się skrajnym okrucieństwem wobec więźniów. Niektóre źródła podają, że w komorach służących do dezynfekcji zagazowywał osoby wyczerpane i niezdolne do pracy.
We wrześniu 1943 roku, podobnie jak większość weteranów akcji „Reinhardt”, został przeniesiony do Einsatz R operującej na wybrzeżu Adriatyku. Zadaniem tej jednostki była likwidacja miejscowych Żydów oraz walka z jugosłowiańską i włoską partyzantką. Służbę pełnił w Trieście. W 1944 roku został odznaczony Krzyżem Żelaznym II klasy. W kwietniu 1945 roku został aresztowany pod zarzutem sprzedaży broni partyzantom, co było wykroczeniem karanym śmiercią. Chris Webb podaje jednak, że Hackenholt uniknął rozstrzelania i został zwolniony z aresztu decyzją dowódcy Einsatz R, Dietricha Allersa. Następnie przez pewien czas miał pracować w Trieście jako kierowca. Koledzy z Einsatz R po raz ostatni mieli go spotkać na terenie Austrii, w czasie odwrotu swojej jednostki. Na drodze do Kirbach ich kolumna samochodowa miała jakoby wyminąć prowadzony przez Hackenholta wóz mleczarski o zaprzęgu konnym.
Latem 1945 roku do jego żony Ilse, która przebywała wtedy w Berlinie, miał zgłosić się Rudolf Kamm – esesman z załogi Bełżca. Twierdził, że Hackenholt wysłał go do żony, aby za jego pośrednictwem przekazała mu cywilne ubrania.

## Powojenne poszukiwania
W 1954 roku na wniosek żony Hackenholta sąd w Berlinie-Schönebergu uznał go za zmarłego, jednocześnie określając datę jego śmierci na 31 grudnia 1945 roku. Znane są jednak świadectwa osób, które twierdziły, że po tej dacie spotkały Hackenholta żywego:
- Erich Bauer, jego odpowiednik w obozie zagłady w Sobiborze, zeznał, że w 1946 roku spotkał Hackenholta w okolicach Ingolstadt, gdzie ten rzekomo pracował jako kierowca lub kurier. Twierdził ponadto, iż Hackenholt przybrał tożsamość zabitego żołnierza Wehrmachtu o nazwisku Jansen, Jensen lub Johannsen i żył z poznaną jeszcze w Trieście kobietą[28].
- brat Hackenholta, Theo, zeznał, że w 1946 roku ujrzał go na drodze z Dortmundu do Gelsenkirchen[28].

Pod koniec lipca 1959 roku Centrala Badania Zbrodni Narodowosocjalistycznych w Ludwigsburgu wszczęła śledztwo w sprawie zbrodni popełnionych w Bełżcu. Zachodnioniemieccy śledczy bardzo poważnie potraktowali doniesienia, iż Hackenholt może wciąż przebywać na wolności. Przeszukano domy jego żony i matki, przesłuchano jego dawnych znajomych z czasów służby w SS. Przebadano archiwa i rejestry wykroczeń, a także skierowano liczne zapytania do potencjalnych świadków, aby ustalić, czy w okolicach Ingolstadt pracował kierowca o nazwisku Jansen lub podobnym. Przebadano nawet 90 tys. wniosków o wydanie prawa jazdy, które złożono w okolicach Ingolstadt w latach 1945–1947, porównując ich zawartość ze zdjęciami Hackenholta i próbkami jego pisma. Kilkuletnie poszukiwania nie przyniosły jednak żadnych rezultatów.
Losy Hackenholta pozostają wciąż nierozwiązaną zagadką.